# Soprano drammatico
Nell'arte del canto, la locuzione soprano drammatico designa una delle tre principali categorie in cui è classificata la voce di soprano.

## Caratteristiche
La voce del soprano drammatico è caratterizzata da timbro generalmente scuro, ricchezza, pienezza, grande ampiezza e volume e buona tenuta nel registro grave; l'estensione tipica è di poco più di due ottave, dal la sotto il rigo (la2) al do sovracuto (do5).
Spazia in una tessitura prevalentemente centrale ma scende frequentemente sotto il rigo e deve essere capace altresì di acuti svettanti e penetranti.

## Ruoli per soprano drammatico
Ruoli scritti per questo tipo di voce sono quelli tragici, eroici o di donne oppresse.
- Abigaille (NabuccoNabucco, Giuseppe Verdi)
- Arianna (Arianna a Nasso, Richard Strauss)
- Salomè (Salomè,  Richard Strauss)
- Elektra (Elektra, Richard Strauss)
- Gioconda (La Gioconda, Amilcare Ponchielli)
- Santuzza (Cavalleria rusticana, Pietro Mascagni)
- Turandot (TurandotTurandot, Giacomo Puccini)
- Minnie (La fanciulla del West, Giacomo Puccini)

## Soprani drammatici celebri
- Birgit Nilsson
- Éva Marton
- Ghena Dimitrova
- Giannina Arangi Lombardi
- Gina Cigna
- Maria Jeritza
- Lotte Lehmann
- Caterina Mancini
- Maria Caniglia
- Rosa Ponselle
- Maria Callas
- Maria Dragoni
- Zinka Milanov
- Maria Guleghina
- Anita Cerquetti